# Касансай (стадион)
Стадион «Касанса́й» (узб. «Kosonsoy» stadioni / «Косонсой» стадиони) — многофункциональный стадион в городе Касансай Наманганского вилоята Узбекистана. Вмещает 22,000 зрителей, является третьим по вместимости стадионом Узбекистана. Является домашней ареной местного футбольного клуба «Касансай».
Открыт в советские годы. Во время реконструкции наманганского стадиона «Марказий», футбольный клуб «Навбахор» проводил свои домашние матчи на этом стадионе.